# Mouvement mondial pour les forêts tropicales
 (mai 2024).

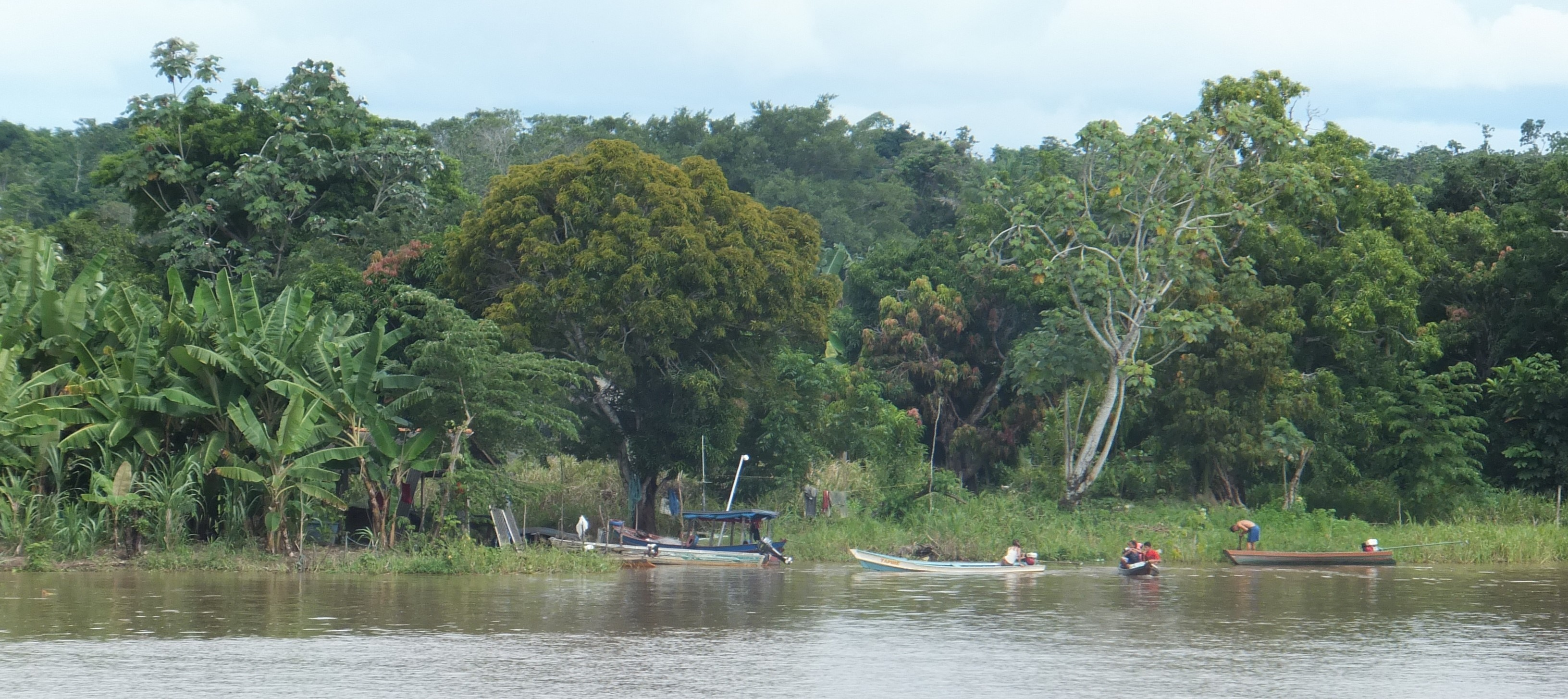
Le long du fleuve Amazone, au Brésil.

Le Mouvement mondial pour les forêts tropicales (World Rainforest Movement - WRM) existe depuis 1986, année de sa fondation par des militants du monde entier. Son objectif principal est de renforcer le mouvement mondial de défense des forêts afin de lutter contre la déforestation et la dégradation forestière.
Le WRM estime que cet objectif ne peut être atteint qu'en luttant pour la justice sociale et écologique, en respectant les droits collectifs des communautés traditionnelles et le droit à l'autodétermination des peuples qui dépendent des forêts pour leurs moyens d’existence. 
C’est pourquoi les actions du WRM visent à soutenir les luttes des communautés autochtones et paysannes pour la défense de leurs territoires. 
Le Secrétariat international du WRM est composé d’une petite équipe dont les membres sont issus de plusieurs pays. Le siège est en Uruguay.

## Principaux domaines d'activité
- L'expansion des plantations d’arbres en monoculture pour la production de bois d’œuvre, de cellulose, d’huile de palme, de caoutchouc ou de biomasse. Cette expansion représente une menace majeure pour les communautés, au-delà des zones de forêts tropicales.
- Les impacts des industries qui extraient le bois, les minéraux, l’eau et les combustibles fossiles des territoires forestiers, et des infrastructures au service de cette exploitation.
- Les initiatives présentées comme des « solutions », mais qui, en réalité, ne font qu’exacerber la déforestation et le changement climatique. Il s’agit entre autres des concessions de gestion forestière, des plantations d’arbres en monoculture, des crédits carbone et des programmes de compensation environnementale.
- Les nouvelles tendances en matière de tactiques d’entreprise et de politiques nationales et internationales qui facilitent l’appropriation des forêts communautaires.
- Les luttes locales et les stratégies de résistance des mouvements, organisations et communautés pour la défense de leurs territoires et de leurs forêts.
- Les impacts différenciés auxquels les femmes sont confrontées en cas d’empiétement sur leurs terres et d’appropriation, parmi lesquels les violences sexuelles, le harcèlement, la persécution et la privation des moyens de subsistance.

## Activités

### Apprentissage mutuel et soutien aux luttes communautaires
- Visites auprès de communautés qui luttent contre la destruction de leurs forêts pour laisser la place à des plantations d’arbres et d’autres projets de grandes entreprises, pour échanger sur les expériences et pour décider ensemble des formes de soutien.
- Réunions de soutien élaborées collectivement avec des membres des communautés, organisations et mouvements sociaux sur les causes de la destruction des forêts, les tendances mondiales, les menaces et la résistance locale.
- Encouragement des échanges entre les militants et les organisations qui résistent à des menaces similaires sur leurs moyens d’existence.
- Création d’espaces de convivialité et de liens politiques pour renforcer les luttes des communautés.
- Initiatives de solidarité avec les luttes locales et communautaires, sur la base des demandes présentées par les organisations, les communautés et les militants impliqués.

### Production et diffusion d’informations et d’analyses
- Participation à des débats et à des campagnes internationales pour donner de la visibilité aux luttes des communautés et dénoncer les tactiques d’accaparement des terres des firmes privées et des États.
- Production d’analyses et dénonciation des abus – dans des instances locales et internationales – sur les conséquences des fausses solutions pour faire face à la destruction des forêts et au changement climatique pour les communautés.
- Production d’analyses sur les nouvelles tendances et les politiques internationales relatives au climat et à la biodiversité avec des habitants des zones forestières menacés par ces initiatives.
- Facilitation des flux d’informations entre groupes de différentes régions du monde, par exemple en traduisant des textes, des pétitions et des alertes d’action dans les langues locales.
- Publication du bulletin WRM, un bulletin d’information électronique, depuis 1997. Il expose les luttes, les menaces et la résistance dans les forêts, ainsi que les fausses solutions politiques aux niveaux international et local. Les articles sont écrits par des militants et des organisations du monde entier.
- Production de documents divers pour les militants et les communautés sur des sujets spécifiques.
- Gestion d’une bibliothèque en ligne avec des documents du WRM depuis 1996, disponibles en espagnol, français, anglais et portugais. Certains sont également traduits dans d’autres langues, telles que le bahasa indonésien, le lingala, le malgache, le swahili et le thaï.